# Sędzia z Teksasu
Sędzia z Teksasu – amerykański western z 1972 roku, na podstawie książki C.L. Sonnichsena.

## Główne role
- Paul Newman – Sędzia Roy Bean
- Victoria Principal – Maria Elena
- Anthony Perkins – Wielebny LaSalle
- Ned Beatty – Tector Crites
- Jacqueline Bisset – Rose Bean
- Tab Hunter – Sam Dodd
- John Huston – Grizzly Adams
- Ava Gardner – Lillie Langtry
- Richard Farnsworth – Wyjęty spod prawa
- Stacy Keach – Bad Bob

## Fabuła
Roy Bean to wyjęty spod prawa bandyta, który bez skrupułów napadał na banki. Po ostatnim skoku przybywa do miasteczka Vinegaroon. Tam zostaje pobity przez miejscowych oprychów. To wydarzenie zmienia jego życie. Roy bez litości morduje swoich katów i ogłasza się sędzią, stając w obronie prawa.

## Nagrody i nominacje
Oscary za rok 1972
- Najlepsza piosenka - Marmalade, Molasses & Honey – muz. Maurice Jarre; sł. Alan Bergman, Marilyn Bergman (nominacja)

Złote Globy 1972
- Najlepsza piosenka - Marmalade, Molasses & Honey – muz. Maurice Jarre; sł. Alan Bergman, Marilyn Bergman (nominacja)
- Najbardziej obiecujący debiut aktorski - Victoria Principal (nominacja)